# Wコロン
Wコロン（ダブルコロン）は、プロデューサーハウスあ・うん、漫才協会に所属していたお笑いコンビ。2004年結成、Wエース門下。2012年、漫才協会の真打に昇進。2015年4月1日、解散を発表。

## メンバー
- ねづっち[注釈 1]（1975年2月18日（50歳）[2]）
ボケ担当。
- 木曽 さんちゅう（きそ さんちゅう 1970年10月22日（54歳）[2]）
ツッコミ担当。

両名とも、解散後も引き続き漫才協会に在籍している。

## 芸風
- 昭和を思わせる漫才を行っていた[3]。
- 「謎かけ漫才」を得意とした。最初は普通に漫才を始めるが、話の途中でねづっちが唐突に「（謎かけの用意が）ととのいました!」と宣言し、「○○とかけまして、○○と解きます」と謎かけに入る。木曽の「その心は」という合いの手の後、ねづっちが答えを言い、ジャケットの襟を持ちながら「ねづっちです」と言う決めポーズを取る。
  - 「ととのいました!」の掛け声は、スピードワゴンのラジオに出演した際にウケたため、彼らの提案により漫才でも使うことにした[4]。
  - 「ととのいました!」は2010年の新語・流行語大賞のトップ10に入った。
  - 千原ジュニアは、「ととのいました!」が流行語として扱われる事に対して、「本当に注目すべきは『ねづっちです』という決め言葉。今までお笑い芸人が謎かけをしても『おー上手い』という反応で、笑いが起こる事がなかった。それを『ねづっちです』の一言で謎かけを笑いになるものに変えた。これは、偉大な発明」と絶賛した[5][出典無効]。
- ねづっちが漫才中に死語を言う事が多かった（「なるへそ」「〜してちょんまげ」「バッチグー」など）[6]。
- ねづっちがゴージャス松野に似ていることを度々ネタにされていた。
- 相方の木曽がいない際、「その心は」はねづっちがそのままつなげて言うか、もしくは他の出演者に「その心は」と言わせる対応をしていた。
- ライブのエンディングでは名物となる告知があった（ねづっちが言う所の「告知芸」）。まずは、ねづっちが漫才協会所属の有名芸人の名を出した後、あまり知られていないような芸人の名（漫才協会所属の芸人が多い）を並べていき、木曽が辛辣に突っ込むというパターンであった[7]。
- テレビでは「即興謎かけ」で出演する事も多かった。『エンタの神様』に出ようと考えたパッケージであるが、結局2人が『エンタの神様』に出演する事はなかった。その代わり『爆笑レッドカーペット』では多用していた[6]。

## エピソード
- 結成は2004年であるが、二人とも芸歴は長い。
- 2010年5月14日、TBSラジオ『バナナマンのバナナムーン』に出演した。この日が日村勇紀の誕生日であったことから、「日村さん」「38才」「誕生日」をお題として謎かけを迫られたが、整えられることなく番組が終了してしまった[注釈 2]。
- 2010年度「S-1バトル」で初の殿堂入り（5連勝）を果たし、賞金1000万円を手にする。
- 漫才協会の真打昇進には在籍10年以上という内規があるが、ブレイクによる功績が認められ、8年目での“飛び級”扱いとなった[8]。
- 2014年8月17日には日本テレビ『行列のできる法律相談所』にて「芸人イチ仲の悪いコンビ」として登場し[9]、楽屋で全く会話をしないなどの日常が紹介された。翌月のインタビューでは「不仲がきっかけで仕事が増えた」と話し、不仲による解散については否定していた[10]。不仲の噂を広めたのはナイツの塙宣之だったが、互いに相方への不満を言わされるなどの企画が増えたことで単なる不仲から憎み合う関係にまで至ってしまい、最終的にねづっちからの提案で解散となった[11]。

## 出演作品

### テレビ
- 爆笑オンエアバトル（NHK総合）戦績2勝6敗 最高389KB
  - ねづっちは「ケルンファロット」時代にも1度だけ出場（2001年2月17日放送回）しているが、129KBしか獲得できず10組中最下位に終わってしまっている。
  - 木曽も「バズーカルーム」時代に4度出場経験があるが、出場した全ての回において100KB台に終わる[12]という珍記録を残してしまっている。
  - 上述の通りねづっちと木曽はWコロン結成前のコンビでは100KB台しか獲得できなかったため、「オンバト」で200KB台以上（及び初オンエア）を記録できたのは双方ともWコロンとしての出場からであった。
- トピためっ!（JCN足立、2008年5月12日 -2014年3月）
  - 木曽が水・木の司会を担当し、ねづっちが「あだちプチグルメの旅」のコーナーを隔週で担当
  - 2010年4月5日より月 - 木の司会をコンビで担当
  - 2010年10月4日よりコンビでの担当が水・木のみになり月・火には木曽のみが出演
  - 2011年4月11日よりこれまでの担当に加え金曜の司会をねづっちが担当
  - 2012年4月9日より木・金の司会をコンビで担当
- 不動産王（BS11、2008年4月 - 2009年3月）時東ぁみとレギュラー出演
- 爆笑レッドカーペット（フジテレビ） キャッチコピーは「ノスタルジック漫才」→「浅草の人気者」
  - 不定期開催の「なぞかけキング決定戦」で、ねづっちが2連覇を達成。
- 新春ピンクカーペット（フジテレビ） キャッチコピーは「ノスタルジック漫才」
- スーパーモーニング（テレビ朝日、2010年6月 - 2011年3月）
- わが家の歴史（フジテレビ）
- 第61回NHK紅白歌合戦（NHK総合・ラジオ第1、2010年12月31日）

### ラジオ
- 寺島尚正 ラジオパンチ! （文化放送） 「聞き耳パンチ」コーナーのレポーター（2005年4月 - 2010年9月）
- 宮川賢のおはよう!スプーン（アール・エフ・ラジオ日本）水曜レギュラーのち第三水曜レギュラー（2010年4月 - 2011年4月）
- Wコロンのおはよう!スプーン（アール・エフ・ラジオ日本）金曜パーソナリティ（2011年4月8日 - 2012年9月28日）
- Wコロンの黄昏ラジオ GO!GO!スピーク（TBCラジオ）冠番組パーソナリティ（2010年7月5日 -2014年3月 ）
- 夕やけ寺ちゃん 活動中（文化放送）「突撃! 隣の芸人さん」水曜レギュラー（2010年10月 - 2013年3月）
- Wコロンのやめさせてもらうわ!（文化放送）冠番組パーソナリティ（2010年10月 - 2011年3月）

### DVD
- まめ 〜若手芸人コンプリートカタログ〜 Vol.2（徳間ジャパンコミュニケーションズ）
- これでもととのいますか？Ｗコロンのなぞかけツアー（ＶＡＰ）
- 浅草三銃士（コンテンツリーグ）

### CM
- サークルKサンクス・おむすび堂（2010年6月 -8月）
- menue （2010年9月）

### 書籍
- 『なぞかけで脳活 : 脳を活性化させるドリル付き』 東邦出版、2009年12月11日。ISBN 978-4809408403。
- 『ととのいました!Wコロンの日本列島なぞかけかるた』 幻冬舎エデュケーション、2010年7月。ISBN 978-4344977372。
- 『ととのいました!-おやこで脳活!なぞかけドリル』 東邦出版、2010年10月9日。ISBN 978-4809409004。
- 『東京人も知らない浅草　お見せします』 東邦出版　2011年12月

### その他
- フジパン なぞかけ頭脳パン - 焼きカレーパン、キャラメルメロンパン、チョコリング、十勝ミルククリームなど数種類が存在。一部は北海道限定発売。北海道ではロバパンが販売。

### Webアニメ
- ヤッターマン×トウシバ（2010年9月 - 2011年2月公開） - 同サイト内に「トリプルコロン[注釈 3]の謎かけ道場」があり、なぞかけを投稿すると、投稿したなぞかけをねづっちの声で再生できる。

## 受賞歴
- 第3回漫才新人大賞優秀賞受賞（2004年）
- 第5回漫才新人大賞優秀賞受賞（2006年）
- 第8回漫才新人大賞優秀賞受賞（2009年）
- 第9回漫才新人大賞特別賞受賞（2010年）
- 第27回浅草演芸大賞新人賞（2010年
- 2010年ユーキャン新語・流行語大賞トップ10